# Birmese zonnedas
De birmese zonnedas (Melogale personata) is een roofdier uit de familie van de marterachtigen (Mustelidae).

## Kenmerken
Birmese zonnedassen worden ongeveer 33–43 cm lang en wegen ongeveer 1–3 kg. In gevangenschap leven ze ongeveer 10 jaar, maar over hun levensduur in het wild is niks bekend.

## Leefwijze
Het dier is overdag nauwelijks actief. Het slaapt dan voornamelijk in een hol of andere schuilplaats. Ze graven niet hun eigen holen, maar zoeken bestaande hollen op waar ze hooguit kleine aanpassingen aan maken. Birmese zonnedassen leven solidair. Mannetjes kunnen soms een territorium bewaken van een flinke 4 tot 9 hectare, genoeg om de territoria van verschillende vrouwtjes te beheersen.
Zonnedassen zoeken hun voedsel voornamelijk op de grond, tussen het gras of onder de bladeren. Soms klimmen ze er ook wel de boom voor in. Hun dieet bestaat voornamelijk uit insecten (bijvoorbeeld kakkerlakken en sprinkhanen), wormen en slakken. Ook eten ze weleens kleine ratten, kikkers, padden, hagedisjes, vogeltjes, vogeleieren, plantenresten en fruit en eten ze weleens van cadavers af. Birmese zonnedassen zijn uitstekende ongediertebestrijders. In het noordoosten van India worden ze nog weleens in huizen gehouden om insecten- en muizenplagen tegen te gaan. Over het algemeen wordt het dier ook zelf geconsumeerd voor vlees, huid en medicijnen.

## Voortplanting
De vrouwtjes krijgen meestal 3 jongen. Deze komen ter wereld in een hol, waar ze 2 tot 3 weken door de moeder beschermd en gevoed worden.

## Verspreiding
Deze soort komt voor in het oosten en zuiden van het Aziatische vasteland. Ondersoort Melogale personata orientalis is waargenomen op het Indonesische eiland Java. De zonnedas is een landdier, en leeft voornamelijk in bossen, graslanden en savannes.